# (13667) Samthurman
(13667) Samthurman (1997 GT37) – planetoida z pasa głównego asteroid okrążająca Słońce w ciągu 3,65 lat w średniej odległości 2,37 j.a. Odkryta 5 kwietnia 1997 roku.